# Bitva o Rubižne
Bitva o Rubižne bylo vojenské střetnutí, které začalo 15. března 2022 a skončilo 12. května 2022 během ruské invaze na Ukrajinu jako součást ofenzívy na východní Ukrajině a bitvy o Donbas.

## Pozadí
28. února kolem 15:00 začaly ruské síly ostřelovat Severodoněck, úřadující administrativní centrum Luhanské oblasti, které se nachází jihovýchodně od Rubižne. Podle Serhije Hajdaje, guvernéra Luhanské oblasti, byl jeden člověk zabit a několik dalších zraněno. Ostřelováním byly zasaženy i plynovody.
2. března byly hlášeny boje téměř ve všech vesnicích poblíž Severodoněcku. Ruské síly pokračovaly v ostřelování města, včetně školní tělocvičny, která fungovala jako protiletecký kryt. Nebyla hlášena žádná úmrtí. V 15:20 toho dne ukrajinští představitelé oznámili, že ruské síly se pokusily vstoupit do města, ale byly odraženy. O čtyři dny později Hajdaj uvedl, že boje probíhají na předměstích Lysyčansku, Severodoněcku a Rubižne.

## Bitva

### Březen
17. března proruské síly LLR postoupily do Rubižne a dobyly západní a severozápadní předměstí a poté kolem poledne zaútočily na jižní část města, přičemž obsadily budovu městské správy. Následující den kolaboranti kontrolovali části města, zatímco boje pokračovaly v jeho jižní části. Mezi 19. a 20. březnem získaly ruské a kolaborantské síly vesnici Varvarivka severně od Rubižne.
Dne 22. března prohlásil šéf LLR Leonid Pasečnik, že „téměř 80 % území“ Luhanské oblasti bylo zabráno a „Popasna, Lysyčansk, Rubižne, Severodoněck a Kreminna nebyly osvobozeny“. Poznamenal, že situace na bojištích je „stabilně napjatá“ a jednotky Lidových milicí LLR se snažily dostat Popasnu a Rubižne pod kontrolu. O dva dny později ruské síly postupovaly v Rubižne.

### Duben
Do 6. dubna ruské síly údajně dobyly 60 % města Rubižne, granáty a rakety přistávaly na město v „pravidelných, trvalých intervalech“. Následujícího dne provedly síly 128. horské útočné brigády ofenzívu, která údajně zahnala ruské síly 6–10 kilometrů od města Kreminna, ležícího severozápadně od Rubižne.
Dne 9. dubna se v oblasti údajně soustředily prvky ruské 4. gardové tankové divize. Mezi 11. a 12. dubnem pokračující ruské útoky nezískaly žádnou půdu. 16. dubna Ukrajina tvrdila, že 70 % Severodoněcku bylo zničeno ruským ostřelováním.
18. dubna Rusko obnovilo ofenzívu na Donbasu a zahájilo nálety na Severodoněck. Toho rána ruské jednotky vstoupily do Kreminny, když ukrajinské síly ztratily kontrolu uprostřed těžkých bojů. Hajdaj tvrdil, že během bitvy bylo zabito více než 200 civilistů, přičemž čtyři další civilisté byli zabiti a jeden zraněný, když se pokusili uniknout z bojů. Během bojů byl zabit velitel praporu LLR, když byl on a jeho bojovníci obklíčeni ukrajinskými silami blízko Kreminny a „bojovali do posledního“, uvádí LLR. Střety zanechaly neznámý počet zabitých a zraněných. Následujícího dne si ruské síly zajistily plnou kontrolu nad Kreminnou.
20. dubna ruské a kolaborantské síly postupovaly v Rubižne a dobyly centrální část města. Od 26. dubna ruská armáda pomalu postupovala na západ a jih od města ve snaze obklíčit ukrajinské síly.

### Květen
Ukrajina oznámila 3. května, že ruské letadlo bombardovalo obilný výtah v Rubižne. Zrnový výtah, který vlastní Golden AGRO LLC a byl otevřen v roce 2020, byl zcela zničen. Také 3. května byla ostřelována vesnice Mychailivka u Rubižne, opat kláštera sv. Eliáše a rektor kostela sv. Theodosia Černihivského v Mychailivce, hieromonek Parthenius zemřel. 4. května ukrajinské síly tvrdily, že ruské síly se neúspěšně pokusily převzít plnou kontrolu nad Rubižne. Dne 12. května 2022 se ruské síly zmocnily Rubižne a nedalekého města Voevodivka. BBC tvrdí, že během bojů o Rubižně bylo vypáleno až 1500 granátů denně, než ruské síly postoupily.
Během bitvy zemřelo nejméně 13 civilistů a nejméně 14 jich bylo zraněno.